# Comitatul Fayette, Pennsylvania
Comitatul Fayette, conform originalului din limba engleză, Fayette County, este unul din cele 67 de comitate ale statului american Pennsylvania. Conform recensământului Statelor Unite Census 2000, efectuat de United States Census Bureau, populația totală era de 148.644 de locuitori. Sediul comitatului este orașul Uniontown GR6. Comitatul este parte a zonei metropolitane a orașului Pittsburgh, numită Pittsburgh Metropolitan Statistical Area.

## Geografie
Conform datelor furnizate de Biroul Recensământului Statelor Unite ale Americii, comitatul are o suprafață totală de 2.065,93 km2 (echivalentul a 798 sqmi), dintre care 2.045,22 km2 (sau 790 sqmi) este uscat, iar restul de 20,71 km2 (sau 8 sqmi), adică 0.98 %, este apă.
Partea vestică a comitatului conține o serie de coline și două văi paralele cu cele prin care curg două cursuri de apă, râuurile Monongahela și Youghiogheny. Partea estică a comitatului este muntoasă și acoperită cu păduri, fiind de asemenea o zonă cu multe mine active.

### Comitate adiacente
- Comitatul Westmoreland, statul  Pennsylvania (nord)
- Comitatul Somerset, statul  Pennsylvania (est)
- Comitatul Garrett, statul  Maryland (sud-est)
- Comitatul Preston,  Virginia de Vest (sud)
- Comitatul Monongalia,  Virginia de Vest (sud-vest)
- Comitatul Greene, statul  Pennsylvania (vest)
- Comitatul Washington, statul  Pennsylvania (nord-vest)

### Zone protejate la nivel național
- Fort Necessity National Battlefield
- Friendship Hill National Historic Site

## Demografie
|  | Graficele sunt indisponibile din cauza unor probleme tehnice. Mai multe informații se găsesc la Phabricator și la wiki-ul MediaWiki. |

Date: Wikidata - grafică realizată de Wikipedia